# پیر ردولفی
پیر ردولفی (انگلیسی: Pierre Redolfi; ۱۴ ژانویهٔ ۱۹۲۳ – ۹ فوریهٔ ۲۰۱۹) بازیکن فوتبال بود.
از باشگاه‌هایی که در آن بازی کرده‌است می‌توان به باشگاه فوتبال بازل اشاره کرد.